# 下斯图比察
下斯图比察（Donja Stubica）是克罗地亚克拉皮納-扎戈列縣城镇，位于首都薩格勒布东北45公里处。城镇由安德烈二世在1209年建立。